# Botryllus renierii
Botryllus renierii is een zakpijpensoort uit de familie van de Styelidae. De wetenschappelijke naam van de soort is voor het eerst geldig gepubliceerd in 1815 door Lamarck.